# Conocephalum
Conocephalum là một chi rêu trong họ Conocephalaceae.